# Anolis hendersoni
Anolis hendersoni (аноліс Гендерсона) — вид ігуаноподібних ящірок родини анолісових (Dactyloidae). Ендемік острова Гаїті. Вид названий на честь американського малаколога Джона Гендерсона-молодшого.

## Підвиди
Виділяють два підвиди:
- Anolis hendersoni hendersoni Cochran, 1923;
- Anolis hendersoni ravidormitans Schwartz, 1978.

## Поширення і екологія
Аноліси Гендерсона мешкають в горах Ла-Сель та в горах масиву де ла Отт на півдні Гаїті, а також зустрічаються на заході гір Сьєрра-де-Баоруко на південному заході Домініканської Республіки. Вони живуть в широколистяних лісах і на узліссях, на берегах струмків в листяних лісах та соснових лісах. Зустрічаються на висоті до 1750 м над рівнем моря.

## Збереження
МСОП класифікує цей вид як вразливий. Anolis hendersoni загрожує знищення природного середовища.